# 瓦尔泰杰
瓦尔泰杰（Vartej），是印度古吉拉特邦Bhavnagar县的一个城镇。总人口9703（2001年）。

## 人口
该地2001年总人口9703人，其中男性5071人，女性4632人；0—6岁人口1526人，其中男830人，女696人；识字率61.81%，其中男性为70.16%，女性为52.66%。